# Ras Dumisani
Alexius „Ras“ Dumisani (* 10. November 1973 in Umlazi) ist ein südafrikanischer Reggae-Sänger aus Durban. Zurzeit lebt er in Paris, wo er eine wachsende Fangemeinde hat. Dumisani stammt von der Zulu-Königsfamilie ab. Sein erstes Album Zululand Reggae nahm er 1992 auf.
Internationale Aufmerksamkeit erregte Dumisani durch seinen Auftritt vor dem Testspiel der Südafrikanischen Rugby-Union-Nationalmannschaft gegen Frankreich im November 2009. Vor Spielbeginn sang er die südafrikanische Hymne Nkosi Sikelel’ iAfrika. Sein Auftritt war jedoch so schlecht, dass das Publikum zu lachen begann.
Da Rugby in Südafrika einen ähnlichen Stellenwert hat wie in Deutschland der Fußball, waren viele Südafrikaner schockiert. Der Vorfall wurde ausführlich in den südafrikanischen Medien diskutiert. Sogar Politiker kommentierten Dumisanis Auftritt.
Duminsani selber war überzeugt von der Qualität seines Auftritts und schob die Schuld auf die schlechte Ausrüstung.

## Diskografie
- 1992: Zululand Reggae
- 2000: Mister Music[5]
- 2003: Anthology